# 1. осињска лака пјешадијска бригада
Прва осињска лака пјешадијска бригада била је војна јединица Војске Републике Српске у саставу Првог крајишког корпуса. Бригада је одликована Медаљом Петра Мркоњића.

## Историја
Након избијања рата у Дервенти у марту 1992. године, заживио је Осињски партизански одред под командом 18. партизанске бригаде. Одред је у почетку био састављен од мештана Осињског краја. Доласком избеглица из Дервенте и новим наоружањем, одред прераста прво у батаљон, а потом у бригаду на лето 1992. године. Кроз бригаду је прошло око 2.200 бораца, док је стални састав чинило око 800 до 1.250 бораца.
Бригада је током рата више пута мењала формацију. На почетку је имала два пешадијска батаљон, вод минобацача 120 мм као и извиђачки вод.

## Ратни пут

### 1992.
Након пада Дервенте у руке хрватских оружаних снага у априлу 1992, Осињска бригада је трпела сталне нападе на своје положоје, будући да је заузимала јужни, непокорени део дерветанске општине. Током средине јуна, други батаљон бригаде учествовао је у освајању коте Цер код села Мишинци што је допринело бржем напредовању војске у операцији Коридор 92.
Бригада је дала одлучујући допринос у пробијању ”Ободног канала” крајем септембра, чиме су се створили услови за заузимање Босанског брода.

### 1993. и 1994.
Бригада је почетом 1993. године пребачена на Добојско ратиште као резерва Оперативне групе Добој. Услед сталне недисциплине и слабог борбеног морала, бригада је једва одржана на окупу, а команда је предлагала да се бригада или кадровски појача или расформира а млађи састави распореде у друге јединице.
Почетком наредне године, бригада је послата на подручје Маглаја како би преузела чување овог дела фронта. Услед исцрпљености и непознатог терена, део припадника бригаде страдао је 21. јануара, када је АРБиХ зашла у позадину бригаде и на препад уморила преко десет бораца.
Бригада је расформирана 1. марта 1994. године, а највећи део млађих бораца прераспоређен је у 27. моторизовану бригаду.

## Губици
Током рата погинуло је и преминуло 102 борца бригаде, од чега је преко 70 изгубило животе током операције Коридор 92 средином 1992. године, док је 13 војника погинуло на ширем подручју Маглаја почетком 1994. године.